# 基爾科沃市鎮
41°19′N 25°21′E / 41.317°N 25.350°E

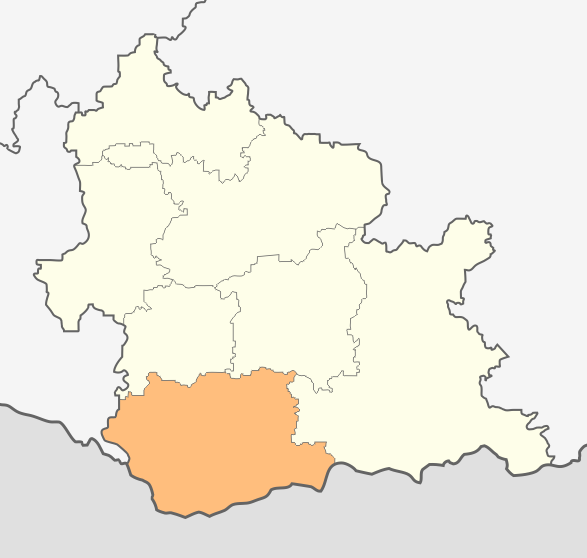

基爾科沃市，是保加利亞的城鎮，位於該國南部，由克爾賈利州負責管轄，首府設於基爾科沃，面積537.87平方公里，2011年人口22,280，人口密度每平方公里41.49人。